# Кристиан Гюнтер фон дер Шуленбург
Кристиан Гюнтер фон дер Шуленбург (на немски: Christian Günther von der Schulenburg; * 5 септември 1684, Целе; † 12 май 1765, Целе) е граф от род фон дер Шуленбург (от Бялата линия).

## Произход
Той е големият син (от 10 деца) на фрайхер Фридрих Ахац фон дер Шуленбург (1647 – 1701), високопоставен дворцов чиновник на херцозите на Брауншвайг, и съпругата му Маргарета Гертруд фон дер Шуленбург (1659 – 1697), дъщеря на Густав Адолф фон дер Шуленбург (1632 – 1691) и Петронела Отилия фон Швенке (1637 – 1674). Внук е на Ахац III фон дер Шуленбург (1602 – 1661) и Доротея Елизабет фон Бюлов (1612 – 1647). По-голям брат е на Адолф Фридрих фон дер Шуленбург (1685 – 1765).
Кристиан Гюнтер е издигнат заедно с брат му Адолф Фридрих чрез император Карл VI на имперски граф на 7 декември 1728 г. във Виена.
Кристиан Гюнтер фон дер Шуленбург умира на 80 години на 12 май 1765 г. в Целе и е погребан в Хелен.

## Фамилия
Кристиан Гюнтер фон дер Шуленбург се жени на 15 юли 1710 г. в Хелен за фрайин Хедвиг Ернестина фон Щайнберг (* 20 февруари 1692; † 27 юни 1750, Целе), дъщеря на Фридрих фон Щайнберг и Гертруда Луиза фон Грапендорф. Те имат 12 деца:
- Фридрих XIII (1711 – 1765), женен за Вилхелмина Кристиана фон Мюнххаузен (1728 – 1769)
- Лудвиг Ернст Матиас (* 28 септември 1712; † 1753)
- Мелузина София (1713 – 1803, омъжена за Фридрих Август фон Барневитц
- Юлиана Фридерика Луиза (* 18 декември 1714; † 4 юли 1772), омъжена за Йосиас фон Велтхайм
- Даниел Кристоф Георг (* 17 април 1716; † 1772)
- Кристиан Хиронимус Адолф (* 29 октомври 1717; † 20 април 1773), женен за София Шарлота фон Бюлов (1734 – 1778); имат 5 деца
- Георг Лудвиг I (* 23 юли 1719; † 30 октомври 1774), женен за София Фридерика Шарлота фон дер Шуленбург (1725 – 1772), дъщеря на чичо му граф Адолф Фридрих фон дер Шуленбург; имат 5 деца
- Аделхайд Йохана (1720 – 1755), омъжена за Хайнрих Плато фон Ледебур
- Вернер Ахац († 1722)
- Гертруд Ернестина (1732 – 1782), омъжена I. за Вернер Адолф Готлиб фон Шпьоркен, II. (1754) за Буркхард Лудолф фон Голдакер
- Шарлота Маргарета († 1780)
- Фердинанд Албрехт (1734 – 1752)